# Цинометра стволоцветная
Цинометра стволоцветная, или Цинометра стеблецветковая (лат. Cynometra cauliflora) — вид растений из рода Цинометра (Cynometra) семейства Бобовые (Fabaceae), произрастающий в Юго-Восточной Азии.
Местное название растения индон. Namnam. В русскоязычной литературе встречаются варианты написания «нам-нам» и «ням-ням». Единого общепринятого русскоязычного ботанического названия также, видимо, пока не имеется, встречаются кальки с латинского Цинометра стеблецветковая и Цинометра стволоцветная.

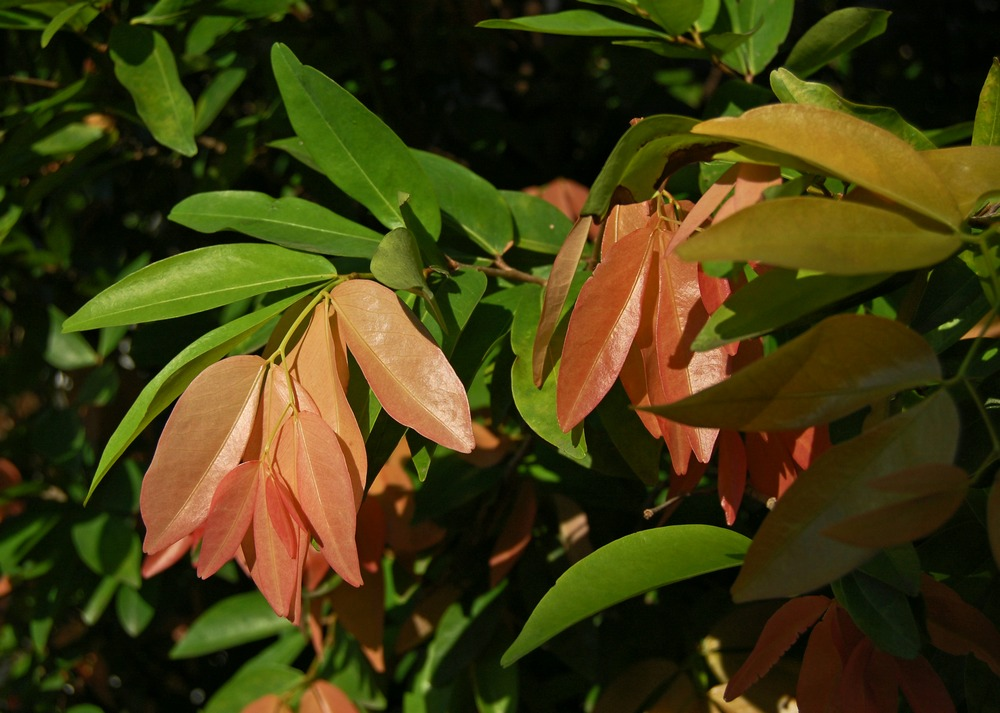
Листья Cynometra cauliflora

## Ботаническое описание
вечнозелёное дерево или кустарник высотой 5—15 метров. Листья сложные, состоят из одной пары вытянуто-яйцевидных тупоконечных листочков длиной 5—16 см. Листовые пластинки тёмно-зелёные, блестящие, с цельным краем.
Цветки невзрачные, с белыми лепестками и красноватыми чашелистиками, растут группами по 4—5 штук из узлов на стволе дерева.
Плоды — односемянные бобы уплощённой полукруглой или почковидной формы, до 9 см в диаметре, висящие на стволе. Кожура боба толстая (до 8 мм), грубоморщинистая, слегка пушистая, коричнево-зелёного цвета. Семя плоское, с коричневатой кожицей, внутри зеленовато-белое. Незрелые семена очень кислые, спелые имеют вкус от кислого до сладковатого.

## Применение
Растение культивируется ради съедобных семян. Семена намнам чаще всего едят не сырыми, а варёными или жареными, делают из них компоты. Они также входят в состав некоторых приправ, в частности, соуса самбал.